# Whinburgh
Whinburgh – wieś w Anglii, w Norfolk. W 1961 wieś liczyła 268 mieszkańców. Whinburgh jest wspomniana w Domesday Book (1086) jako Wineberga.